# Las Higueras del Tecuán
Las Higueras del Tecuán är en ort i Mexiko.   Den ligger i kommunen Badiraguato och delstaten Sinaloa, i den västra delen av landet, 1 100 km nordväst om huvudstaden Mexico City. Las Higueras del Tecuán ligger 587 meter över havet och antalet invånare är 193.
Terrängen runt Las Higueras del Tecuán är lite bergig. Runt Las Higueras del Tecuán är det mycket glesbefolkat, med 6 invånare per kvadratkilometer. Las Higueras del Tecuán är det största samhället i trakten. I omgivningarna runt Las Higueras del Tecuán växer i huvudsak lövfällande lövskog.